# As-Salih Haddschi II.

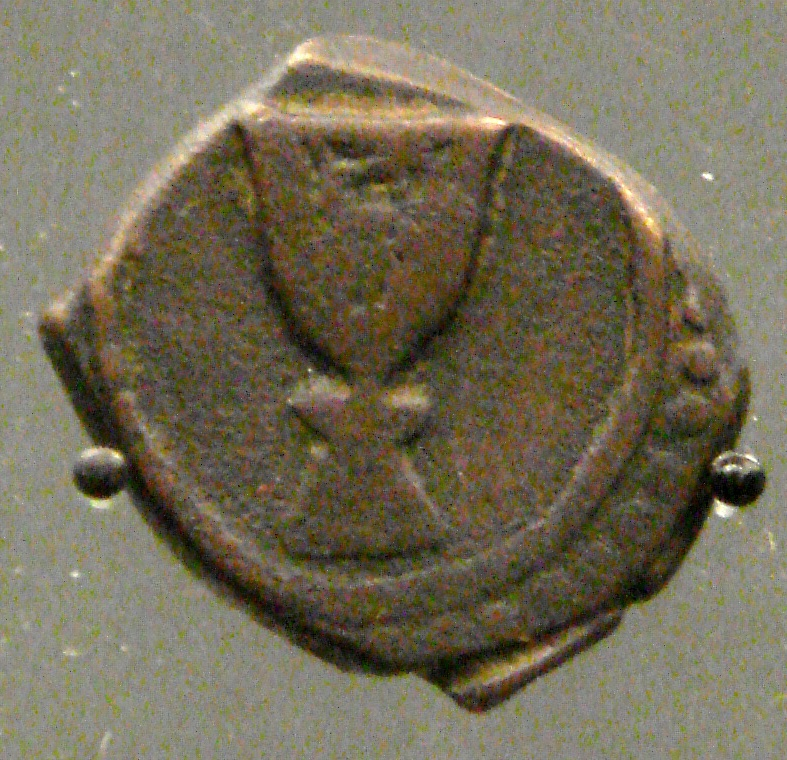
Kupfermünze des as-Salih Hadschi II.

Al-Malik as-Salih/al-Mansur/al-Muzaffar Salah ad-Din Haddschi (II.) ibn Schaban (arabisch الملك الصالح/المنصور/المظفر صلاح الدين حاجي بن شعبان, DMG al-Malik aṣ-Ṣāliḥ/al-Manṣūr/al-Muẓaffar Ṣalāḥ ad-Dīn Ḥāǧǧī b. Šaʿbān; † 1390 in Kairo) war von 1381 bis 1382 und von 1389 bis 1390 Sultan der Mamluken in Ägypten.

## Erste Regierungszeit
Nach dem Tod Sultan al-Mansur Alis II. im Mai 1381 setzte der mächtige tscherkessische Mamluken-Emir Barquq mit dem minderjährigen as-Salih Haddschi einen anderen Nachkommen aus der Dynastie Qalawuns auf den Thron. Der neue Sultan war angeblich ein frühreifes, verdorbenes Kind und ein Sadist, der es liebte, die Frauen seines Harems zu quälen. Im November 1382 beschloss Barquq – wie sich zeigen sollte etwas vorschnell –, dass er nun mächtig genug sei, um sich selbst zum Sultan zu erheben. Unruhen in Syrien verlangten schließlich nach einem starken Mann am Steuer des Reichs. Haddschi II. wurde also abgesetzt und Barquq konnte nach heftigen Kämpfen, in deren Folge er Konkurrenten ausschaltete, seine Anerkennung als erster Sultan der tscherkessischen Burdschi-Dynastie durchsetzen.

## Zweite Regierungszeit
Wie sich zeigte, war Barquqs Machtübernahme 1382 etwas voreilig gewesen und mündete in einer neuerlichen Periode politischer Turbulenzen und Bürgerkriege. Im Jahr 1389 kam es unter der Führung der Statthalter von Malatiya in Ostanatolien und Aleppo, d. h. der Emire Mintasch und Yalbugha, zu einem Aufstand syrischer Gouverneure. Unterstützt von arabischen Theologen wollten einige dieser Mamluken den Abbasiden wieder alle geistliche und weltliche Macht überantworten und den Kairoer Kalifen al-Mutawakkil I. (1362–1377, 1377–1383 und 1389–1406) als Sultan einsetzen. Sie holten sich die Unterstützung von Turkmenen und Mongolen, besetzten Damaskus und marschierten im Frühjahr 1389 nach Kairo. Als sich der Rebellion in Kairo weitere Emire anschlossen, griff der Aufstand auf die Hauptstadt über, wo Barquq Waffen an die Bevölkerung hatte verteilen, die Straßen verbarrikadieren und die Befestigungsanlagen in aller Eile hatte verstärken lassen. Mit Steinschleudern und griechischem Feuer kämpften die Aufständischen um die Zitadelle. Nachdem immer mehr seiner Gefolgsleute trotz hoher Geldzuwendungen zum Gegner übergelaufen waren, floh Barquq zunächst in einen Schneiderladen und setzte sich dann bei einer günstigen Gelegenheit in die Festung Karak ab. Haddschi II. wurde im Mai 1389 wieder als Sultan eingesetzt, doch die beiden Anführer des Aufstands, Mintasch und Yalbugha, zerstritten sich alsbald und bekämpften einander – der eine in der Zitadelle, der andere in der nahen Sultan-Hasan-Moschee verschanzt. Schon ein Jahr später gelang es Barquq daher mit Hilfe lokaler Amtsträger, sich zu befreien, mehr und mehr Emire der Region mit ihren Mamluken auf seine Seite zu ziehen und in blutigen Kämpfen die Herrschaft in Ägypten zurückzuerobern. Am 1. Februar 1390 zog er im Triumph in Kairo ein. Kalif Zakariya al-Mu'tasim (1386–1389) und Sultan Haddschi II. wurden gefangen genommen, letzterer in die Zitadelle eingesperrt und dort seinen zweifelhaften Vergnügungen überlassen.